# إجلاء السكان البولنديين (1944–1946)

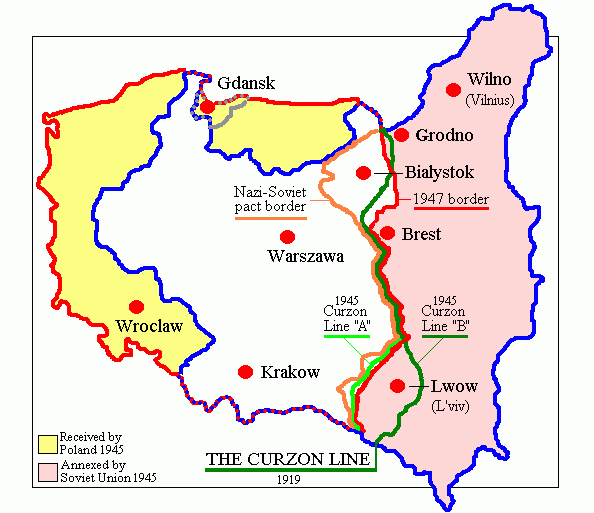

إجلاء السكان البولنديين بين عامي 1944 و1946 من النصف الشرقي لبولندا بحدودها قبل الحرب (تُسمى أيضًا: ترحيلات البولنديين من منطقة كريسي الكبرى)، مصطلح يشير إلى تهجير البولنديين قبيل نهاية الحرب العالمية الثانية وبعدها، بسبب سياسة الاتحاد السوفييتي (التي أقرها حلفاؤه). كذلك بين عامي 1939 و1941، فرض الاتحاد السوفييتي سياسة استهدفت البولنديين وطردتهم من المنطقة التي احتلها الاتحاد، عقب الغزو النازي السوفييتي لبولندا. وأما موجة الترحيلات الثانية، فنتجت عن استعادة الجيش الأحمر لبولندا في أثناء الهجمة السوفييتية المضادة، التي أسفرت عن ضمّ مناطق من بولندا إلى الجمهورية الأوكرانية السوفييتية، في تغيير أقرّته بعد انتهاء الحرب البلدانُ الغربية التي كانت حليفة للاتحاد السوفييتي حينئذ.
كان إجلاء البولنديين بعد الحرب جزءًا من السياسة السوفييتية الرسمية، وقد أثر في حيوات أكثر من مليون مواطن بولندي هُجّروا على مراحل من المناطق البولندية التي استحوذ عليها الاتحاد السوفييتي. بعدما انتهت الحرب، وكان السوفييتيون قد عرَضوا مطالبهم في مؤتمر طهران عام 1943، ضُمَّت كريسي الكبرى رسميًا إلى جمهوريات أوكرانيا وبيلاروسيا وليتوانيا التابعات للاتحاد السوفييتي. اتُّفق على هذا عام 1945 في مؤتمر بوتسدام الحلفائيّ، الذي لم تُدْعَ إليه الحكومة البولندية المَنفية.
في مؤتمرَي طهران ويالطا، وافق على الإجلاء العِرقي للبولنديين (والألمانيين أيضًا) قادةُ الحلفاء: ونستون تشرشل من المملكة المتحدة، وفرانكلين روزفلت من الولايات المتحدة، وجوزيف ستالين من الاتحاد السوفييتي. كان إجلاء البولنديين من أكبر الترحيلات التي وقعت بعد الحرب في وسط أوروبا وشرقها، وأدى إجمالًا إلى تهجير نحو 20 مليون إنسان.
في أثناء الترحيل المُشرَف عليه حكوميًا الذي وقع بين عامي 1945 و1946، هجر نحو 1,167,000 بولندي، وفق البيانات الرسمية، جمهوريات غرب الاتحاد السوفييتي، وهذا أقل من نصف الذين قُيِّدت أسماؤهم في سجلات الإجلاء السكاني. بعد موت ستالين، حصل إجلاء عرقي كبير آخر للبولنديين بين عامي 1955 و1959.
يختلف الاسم باختلاف السياق والمصدر، فيكون ترحيلًا، أو إبعادًا، أو طردًا، أو إعادة إلى الوطن. كان مصطلح الإعادة إلى الوطن، الذي استُعمل رسميًا في الاتحاد السوفييتي وبولندا الشيوعية، تحويرًا متعمّدًا، لأن المُرحَّلين كانوا خارجين من وطنهم أصلًا، لا العكس. من الأسماء أيضًا «الإعادة الأولى إلى الوطن»، خلافًا لـ«الإعادة الثانية إلى الوطن» الخاصة بفترة 1955–1959. يُستعمل أحيانًا مصطلح «طمْس بولندية» المنطقة في أثناء الحرب العالمية وبعدها في السياقات الأوسع. كانت العملية بتخطيط مسبَق، نفّذه النظامان الشيوعيان الخاصان بالاتحاد السوفييتي وبولندا ما بعد الحرب. استقر كثير من البولنديين المرحّلين في المقاطعات الشرقية التي كانت ألمانية؛ أصبح يُشار إليها بعد 1945 بـ«المناطق المستعادة» الخاصة بجمهورية بولندا الشعبية.

## خلفية
يعود تاريخ استيطان البولنديين لما يُعرف الآن بأوكرانيا وبيلاروسيا إلى 1030–1031. وفد مزيد منهم إلى تلك المنطقة بعد اتحاد لوبلين في 1569، حين صار معظمها جزءًا من «الكومنولث البولندي الليتواني» الذي كان قد تأسس حديثًا حينها. من عام 1657 إلى عام 1793، أُنشئ نحو 80 كنيسة كاثوليكية رومانية في فولينيا وحدها. إلى جانب انتشار الكاثوليكية في ليمكوفينا، وخيلم، وبودلاسكي، وبرست، وغاليسيا، وفولينيا، والضفة الأوكرانية اليمنى، انتشرت الثقافة البولندية تدريجيًا في الأراضي الشرقية. نشبت نزاعات اجتماعية وعرقية من جراء الخلافات الدينية بين الكاثوليكيين الرومانيين وأتباع الكنيسة الأرثوذكسية الشرقية في أثناء «اتحاد برست» في 1595–1596، حين قطع مَطران كييف وهاليتش العلاقات بالكنيسة الأرثوذكسية الشرقية، وقبل سلطة الفاتيكان والبابا الكاثوليكي الروماني.
أدت تقسيمات بولندا قُبيل انتهاء القرن الثامن عشر إلى ترحيلات للبولنديين عن ديارهم الشرقية لأول مرة في تاريخ البلد. في عام 1864، رافق الجيش الإمبراطوري الروسي نحو 80,000 بولندي إلى سيبيريا، في أكبر عملية ترحيل حدثت في القسم الروسي. كتب المؤرخ نورمان ديفيز: «حُرقت كتب، ودُمرت كنائس، وقُتل قساوسة». في نفس الوقت، عُدَّ الأوكرانيون رسميًا «جزءًا من الشعب الروسي».
انتهت الإمبراطورية الروسية من جراء الثورة الروسية عام 1917، والحرب الأهلية الروسية في 1917–1922. كان تعداد البولنديين في كييف 42,800 في أثناء الثورة البلشفية عام 1917، حسب ما جاء في مصادر أوكرانية راجعة إلى فترة الحرب الباردة. في يوليو عام 1917، كانت العلاقات بين روسيا وجمهورية أوكرانيا الشعبية متوترة، وحينئذ تضامن المجلس الديمقراطي البولندي في كييف مع الأوكرانيين في نزاعهم مع بيتروغراد. كان في جمهورية أوكرانيا الشعبية على مر عهدها القصير (1917–1921) وزارة منفصلة للشؤون البولندية، رأسها ميتشيسلاف ميتسكيفيش، وأسسها الأوكرانيون في نوفمبر عام 1917. في تلك الفترة، كان في غاليسيا نحو 1,300 مدرسة للغة البولندية، فيها 1,800 أستاذ و84,000 طالب. وكان في منطقة بودوليا في عام 1917 نحو 290 مدرسة بولندية.
بدءًا من عام 1920، أدت الحملات الإرهابية القومية والبلشفية المتصلة بالحرب الجديدة إلى فرار البولنديين واليهود من روسيا السوفييتية إلى بولندا التي كانت حينئذ حديثة الاستقلال. في عام 1922، تغلب الجيش الأحمر الروسي البلشفي مع حلفائه البلشفيين في أوكرانيا على حكومة جمهورية أوكرانيا الشعبية، وهذا يشمل المناطق الأوكرانية التي ضمها الاتحاد السوفييتي. في ذلك العام، كان في الشرق 120,000 بولندي تقطّعت بهم الأسباب، وقد طُردوا إلى الغرب والجمهورية البولندية الثانية. في الإحصاء السوفييتي لعام 1926، سُجّل بولنديون على أنهم من أصل عرقي روسي أو أوكراني، وهذا قلل أعدادهم الظاهرية في أوكرانيا.
في خريف عام 1935، أمر ستالين بموجة جديدة من إبعاد البولنديين عن الجمهوريات الغربية. كان هذا مزامنًا لتطهيراته (تطهير الاتحاد من فئات سوفييتية مختلفة، قُتل كثير منها). طُرد البولنديون من المناطق الحدودية، ليستوطنها أناس من أصول روسية أو أوكرانية، وقد رحّلهم ستالين إلى أقاصي سيبيريا وآسيا الوسطى. في عام 1935 وحده، رُحّلت 1,500 أسرة من أوكرانيا السوفييتية إلى سيبيريا. وفي عام 1936، رُحّلت 5,000 أسرة بولندية إلى كازاخستان. زامن هذه الترحيلات تخلُّصٌ تدريجي من المؤسسات البولندية الثقافية، فمُنعت في أوكرانيا كلها الصحف المنشورة باللغة البولندية، وحتى فصول تعليم هذه اللغة.